# Crematogaster gerstaeckeri
Crematogaster gerstaeckeri är en myrart som beskrevs av Dalla Torre 1892. Crematogaster gerstaeckeri ingår i släktet Crematogaster och familjen myror.

## Underarter
Arten delas in i följande underarter:
- C. g. gerstaeckeri
- C. g. godefreyi
- C. g. infaceta
- C. g. inquieta
- C. g. kohliella
- C. g. maledicta
- C. g. oraclum
- C. g. pudica
- C. g. pulla
- C. g. rufescens
- C. g. sjostedti
- C. g. zulu